# سيريل هاركر
سيريل هاركر هو محامي وسياسي نيوزيلندي، ولد في 17 نوفمبر 1899، وتوفي في 4 نوفمبر 1970. انتخب عضو مجلس النواب النيوزيلندي ‏.